# Galanin
Galanin je neuropeptid kodiran  genom, koji je široko izražen u mozgu, kičmenoj moždini, i stomaku ljudi, kao i drugih sisara. Galaninska signalizacija se odvija kroz tri G protein spregnuta receptora.
Funkcionalna uloga galanina, kao i mnogih drugih neuropeptida, je velikim delom nepoznata. Galanin predominatno učestvuje u modulaciji i inhibiciji akcionog potencijala neurona. Smatra se da galanin ima mnoštvo bioloških funkcija, među kojima su: nocicepcija, regulacija buđenja i sna, kognicija, ishrana, regulacija raspoloženja, regulacija krvnog pritiska, on takođe učestvuje u razvoju i dejstvu faktora rasta. Galanin je vezan za više bolesti kao što su Alchajmerova bolest, epilepsija, depresija, poremećaj ishrane i rak. Smatra se da galanin ima neuroprotektivno dejstvo jer je njegova biosinteza povećana 2-10 puta nakon aksotomije u perifernom nervnom sistemu, kao i tokom moždanog napada.

## Struktura
| Vrste                                               | 1 | 6 | 11 | 16 | 21 | 26 ! |
| --------------------------------------------------- | - | - | -- | -- | -- | ---- |
| Svinja                                              |   |   |    |    |    |      |
| Čovek                                               |   |   |    |    |    |      |
| Krava                                               |   |   |    |    |    |      |
| Pacov                                               |   |   |    |    |    |      |
| * -terminalni amid ** C-terminalna slobodna kiselina |   |   |    |    |    |      |

Galanin je peptid koji se sastoji od lanca sa 29 aminokiselina (30 aminokiselina kod ljudi) nastalog presecanjem 123-aminokiselina dugačkog proteina poznatog kao preprogalanin, koji je kodiran GAL genom. Sekvenca ovog gena je visoko očuvana među sisarima. Postoji preko 85% homologije između sekvenci pacova, miša, svinje, krave, i čoveka. U ovim životinjskim formama, prvih 15 aminokiselina sa N-terminusa su identične. Razlike postoje na nekoliko pozicija na -terminalnom kraju proteina.

## Literatura
1. 1 2  Evans H, Baumgartner M, Shine J, Herzog H (1993). „Genomic organization and localization of the gene encoding human preprogalanin”. Genomics. 18 (3): 473—7. PMID 7508413.
2. 1 2  Mitsukawa K, Lu X, Bartfai T (2008). „Galanin, galanin receptors and drug targets”. Cell. Mol. Life Sci. 65 (12): 1796—805. PMID 18500647. doi:10.1007/s00018-008-8153-8.
3. ↑  Mazarati A, Lu X, Shinmei S, Badie-Mahdavi H, Bartfai T (2004). „Patterns of seizures, hippocampal injury and neurogenesis in three models of status epilepticus in galanin receptor type 1 (GalR1) knockout mice”. Neuroscience. 128 (2): 431—41. PMC 1360211 . PMID 15350653. doi:10.1016/j.neuroscience.2004.06.052.
4. ↑  Lundström L, Elmquist A, Bartfai T, Langel U (2005). „Galanin and its receptors in neurological disorders”. Neuromolecular Med. 7 (1-2): 157—80. PMID 16052044. doi:10.1385/NMM:7:1-2:157.
5. ↑  Berger A, Santic R, Hauser-Kronberger C, Schilling FH, Kogner P, Ratschek M, Gamper A, Jones N, Sperl W, Kofler B (2005). „Galanin and galanin receptors in human cancers”. Neuropeptides. 39 (3): 353—9. PMID 15944034. doi:10.1016/j.npep.2004.12.016.
6. ↑  Bartfai, T. (2000). „Galanin – A neuropeptide with important central nervous system actions”. Приступљено 19. 11. 2009.

## Dodatna literatura
- Vrontakis ME (2003). „Galanin: a biologically active peptide.”. Current drug targets. CNS and neurological disorders. 1 (6): 531—41. PMID 12769595. doi:10.2174/1568007023338914.
- Mufson EJ, Counts SE, Perez SE, Binder L (2005). „Galanin plasticity in the cholinergic basal forebrain in Alzheimer's disease and transgenic mice.”. Neuropeptides. 39 (3): 233—7. PMID 15893372. doi:10.1016/j.npep.2004.12.005.
- Robinson JK, Bartfai T, Langel U (2006). „Galanin/GALP receptors and CNS homeostatic processes.”. CNS & neurological disorders drug targets. 5 (3): 327—34. PMID 16787232. doi:10.2174/187152706777452281.
- McKnight GL; Karlsen AE; Kowalyk S;  . (1992). „Sequence of human galanin and its inhibition of glucose-stimulated insulin secretion from RIN cells.”. Diabetes. 41 (1): 82—7. PMID 1370155. doi:10.2337/diabetes.41.1.82.
- Gai WP, Geffen LB, Blessing WW (1990). „Galanin immunoreactive neurons in the human hypothalamus: colocalization with vasopressin-containing neurons.”. J. Comp. Neurol. 298 (3): 265—80. PMID 1698834. doi:10.1002/cne.902980302.
- Burleigh DE, Furness JB (1991). „Distribution and actions of galanin and vasoactive intestinal peptide in the human colon.”. Neuropeptides. 16 (2): 77—82. PMID 1701228. doi:10.1016/0143-4179(90)90115-F.
- Fried G, Meister B, Rådestad A (1991). „Peptide-containing nerves in the human pregnant uterine cervix: an immunohistochemical study exploring the effect of RU 486 (mifepristone).”. Hum. Reprod. 5 (7): 870—6. PMID 1702449.
- Hyde JF, Engle MG, Maley BE (1991). „Colocalization of galanin and prolactin within secretory granules of anterior pituitary cells in estrogen-treated Fischer 344 rats.”. Endocrinology. 129 (1): 270—6. PMID 1711463. doi:10.1210/endo-129-1-270.
- Bennet WM, Hill SF, Ghatei MA, Bloom SR (1991). „Galanin in the normal human pituitary and brain and in pituitary adenomas.”. J. Endocrinol. 130 (3): 463—7. PMID 1719117. doi:10.1677/joe.0.1300463.
- Schmidt WE; Kratzin H; Eckart K;  . (1992). „Isolation and primary structure of pituitary human galanin, a 30-residue nonamidated neuropeptide.”. Proc. Natl. Acad. Sci. U.S.A. 88 (24): 11435—9. PMC 53150 . PMID 1722333. doi:10.1073/pnas.88.24.11435.
- Bauer FE; Christofides ND; Hacker GW;  . (1986). „Distribution of galanin immunoreactivity in the genitourinary tract of man and rat.”. Peptides. 7 (1): 5—10. PMID 2423990. doi:10.1016/0196-9781(86)90052-5.
- Bauer FE; Adrian TE; Christofides ND;  . (1986). „Distribution and molecular heterogeneity of galanin in human, pig, guinea pig, and rat gastrointestinal tracts.”. Gastroenterology. 91 (4): 877—83. PMID 2427385.
- Tainio H, Vaalasti A, Rechardt L (1987). „The distribution of substance P-, CGRP-, galanin- and ANP-like immunoreactive nerves in human sweat glands.”. Histochem. J. 19 (6-7): 375—80. PMID 2444569. doi:10.1007/BF01680455.
- Maggi CA; Santicioli P; Patacchini R;  . (1988). „Galanin: a potent modulator of excitatory neurotransmission in the human urinary bladder.”. Eur. J. Pharmacol. 143 (1): 135—7. PMID 2446889. doi:10.1016/0014-2999(87)90744-8.
- Marti E; Gibson SJ; Polak JM;  . (1988). „Ontogeny of peptide- and amine-containing neurones in motor, sensory, and autonomic regions of rat and human spinal cord, dorsal root ganglia, and rat skin.”. J. Comp. Neurol. 266 (3): 332—59. PMID 2447134. doi:10.1002/cne.902660304.
- Beal MF; Clevens RA; Chattha GK;  . (1988). „Galanin-like immunoreactivity is unchanged in Alzheimer's disease and Parkinson's disease dementia cerebral cortex.”. J. Neurochem. 51 (6): 1935—41. PMID 2460590. doi:10.1111/j.1471-4159.1988.tb01181.x.
- Berrettini WH; Kaye WH; Sunderland T;  . (1989). „Galanin immunoreactivity in human CSF: studies in eating disorders and Alzheimer's disease.”. Neuropsychobiology. 19 (2): 64—8. PMID 2465504. doi:10.1159/000118436.

## Spoljašnje veze
- Galanin на 

|  | Molimo Vas, obratite pažnju na važno upozorenje u vezi sa temama iz oblasti medicine (zdravlja). |